# Aureliu Ciocoi
Aureliu Ciocoi ou Aurel Ciocoi, né le 5 juin 1968 à Chișinău est un homme d'État moldave, Premier ministre par intérim du 1er janvier au 6 août 2021.

## Biographie

### Ministre des Affaires étrangères
Le 14 novembre 2020, il devient ministre des Affaires étrangères dans le gouvernement Chicu. Il quitte ses fonctions le 16 mars 2020 avant de retrouver son poste le 9 novembre de la même année.

### Premier ministre par intérim
Après un entretien avec la nouvelle présidente Maia Sandu, Ion Chicu indique qu'il expédiera les affaires courantes jusqu'au 1er janvier 2021, et qu'après cette date, il quittera ses fonctions. Le 31 décembre, alors que le Premier ministre sortant a proposé le nom de la vice-Première ministre Olga Cebotari, la présidente Sandu nomme finalement Aurel Ciocoi comme Premier ministre par intérim.